# Guaname (Yapacana)
Pour les articles homonymes, voir Guaname.
Guaname est une localité de la paroisse civile d'Yapacana dans la municipalité d'Atabapo dans l'État d'Amazonas au Venezuela sur le río Guaname. Elle donne son nom à l'île Guaname.